# Municipio de Godfrey (Minnesota)
El municipio de Godfrey (en inglés: Godfrey Township) es un municipio ubicado en el condado de Polk en el estado estadounidense de Minnesota. En el año 2010 tenía una población de 313 habitantes y una densidad poblacional de 3,36 personas por km².

## Geografía
El municipio de Godfrey se encuentra ubicado en las coordenadas 47°38′3″N 96°15′55″O / 47.63417, -96.26528. Según la Oficina del Censo de los Estados Unidos, el municipio tiene una superficie total de 93.05 km², de la cual 89,26 km² corresponden a tierra firme y (4,08 %) 3,79 km² es agua.

## Demografía
Según el censo de 2010, había 313 personas residiendo en el municipio de Godfrey. La densidad de población era de 3,36 hab./km². De los 313 habitantes, el municipio de Godfrey estaba compuesto por el 98,4 % blancos, el 0,32 % eran amerindios y el 1,28 % eran de una mezcla de razas. Del total de la población el 0,96 % eran hispanos o latinos de cualquier raza.